# Futbol Club Barcelona Bàsquet
Il Futbol Club Barcelona Bàsquet è la squadra di pallacanestro della società polisportiva Futbol Club Barcelona. Fondata nel 1926, è la squadra più antica della Liga ACB e la seconda per titoli vinti dopo il Real Madrid. Figura tra le più prestigiose compagini di pallacanestro d'Europa. 
Disputa gli incontri casalinghi al Palau Blaugrana, che ha una capacità di 8.500 spettatori.
Ebbe qualche difficoltà agli esordi, poiché non vinse nessun trofeo, ma negli anni quaranta si affermò a livello nazionale, vincendo 6 edizioni della Copa del Generalísimo. A cavallo degli anni cinquanta e sessanta ebbe un periodo di sbandamento, anche a livello societario, tanto che retrocesse in seconda divisione.
Dagli anni settanta iniziò il rilancio, ottenne diversi buoni piazzamenti nel campionato spagnolo ed in Coppa Korać. A partire dagli anni ottanta vi furono tre decenni ricchi di trionfi per la squadra, che vinse parecchi titoli della Liga ACB e numerose competizioni europee. I successi culminarono nella conquista dell'Eurolega nel 2003 e nel 2010, nel 2003 ha centrato il Triple Crown vincendo anche la Liga e La Coppa. Attualmente è una delle squadre più titolate di Spagna e d'Europa, potendo vantare, tra gli altri trofei, 20 campionati spagnoli, 27 Coppe del Re, 2 Euroleghe e 2 Coppe Saporta.

## Storia

### Dagli anni venti agli anni cinquanta
Nel 1926 nasce la sezione di pallacanestro del club. Nel 1927 disputa la prima competizione ufficiale, partecipando alla quinta edizione del Campionato catalano di pallacanestro. Negli anni trenta la squadra non vince nessun titolo, ed è lontana dal livello delle più forti compagini catalane: la Societé Patrie, C.E. Europa, Laietà B.C. e il C.B. Atlético de Gracia. Negli anni quaranta la squadra comincia ad ottenere i primi buoni risultati. Vince sei coppe del generalissimo (1943, 1945, 1946, 1947, 1949, 1950) ed è vicecampione di Spagna nel 1942, consolidandosi come la migliore squadra della Catalogna.
Quello dal 1950 al 1959 è un decennio povero di titoli per il Barcellona. L'Aismalíbar de Montcada e la Joventut de Badalona diventano i migliori club catalani. Nella stagione 1957 si gioca la prima Liga spagnola con la partecipazione di sei squadre, e il FC Barcelona finisce secondo dietro al Real Madrid. Nella stagione 1958-1959 arriva la prima vittoria in campionato, bissata da quella nella Copa del Generalísimo.

### Anni sessanta
È il periodo peggiore per la squadra, che non solo non vincerà nessun titolo ma vivrà i due momenti più critici della sua storia. Nel 1961 il presidente Enric Llaudet decide, incomprensibilmente, di chiudere la sezione di pallacanestro nonostante il seguito ed il gradimento dei tifosi. L'anno successivo, però, riconsidera la sua decisione, e la sezione viene ricostituita.
Nel 1964 la Federazione spagnola decide di ridurre le squadre partecipanti alla prima divisione da 14 ad 8, condannando il Barcellona alla seconda divisione. Nel 1965 la squadra conclude la stagione in cima alla classifica, e torna nel massimo campionato. Negli anni sessanta il Barcellona non solo vede il Real dominare a livello statale ma è superato per risultati in Catalogna da ben quattro squadre: l'Aismalíbar de Montcada, la Joventut de Badalona, il Picadero Jockey Club e l'Orillo Verde Sabadell.

### Anni settanta: la transizione e la crescita
Gli anni settanta sono anni di transizione tra i disastrosi '60 ed i gloriosi '80. La squadra si mantiene in prima divisione, incrementa il suo livello e migliorano anche le strutture della sezione. Nel 1971 viene inaugurato il Palau Blaugrana, considerato al tempo uno dei migliori impianti d'Europa. Nonostante la crescita, il Barcellona soffre il dominio del Real Madrid, ma torna ad essere, insieme alla Joventut di Badalona, il miglior sodalizio catalano.
Nella stagione 1974-75 disputa la sua prima finale europea, ma perde la Coppa Korać contro la Forst Cantù. Non ottiene nessun risultato di rilievo fino alla stagione 1977-78, quando vince l'ottava coppa di Spagna, rinominata allora Coppa del Re.

### Anni ottanta: il decennio più glorioso
Gli anni ottanta sono il periodo migliore del FC Barcelona. Il presidente del club, Josep Lluís Núñez, si decide a potenziare al massimo la sezione cestistica e la squadra diventa la migliore di Spagna e una delle prime in Europa con l'allenatore Aíto García Reneses e giocatori come Epi, Sibilio, Norris e Solozábal.
In questi anni il Barcellona domina la pallacanestro spagnola conquistando 6 titoli di Liga (1981, 1983, 1987, 1988, 1989, 1990), 5 Coppe del Re (1981, 1982, 1983, 1987, 1988), 1 Coppa Principe delle Asturie e 6 titoli di Liga catalana. Inoltre vince i suoi primi titoli internazionali: due coppe delle coppe (1985 e 1986), una Coppa Korać (1987) e un mondiale per Club (1985). Nel 1989 e nel 1990, la squadra viene invitata a partecipare al McDonald's Open.
L'unico trofeo che non riesce ad aggiudicarsi è la Coppa dei Campioni, persa due volte in finale: nel 1984, contro il Banco Di Roma. e nel 1990, contro la Jugoplastika Spalato. Nel 1984 il Barcelona affronta per la prima volta nella sua storia la finale della coppa dei campioni nella città di Ginevra. Il quintetto iniziale della compagine azulgrana, allenata da Antoni Serra, era composto da Solozábal, Epi, Sibilio, De la Cruz e Marcellus Starks. Di fronte si trovò un'altra debuttante, il Banco di Roma. La prima parte vide prevalere i catalani e all'intervallo gli azulgrana erano avanti di 14 punti. Tutto cambiò inaspettatamente nel secondo tempo: il Banco di Roma rimontò lo svantaggiò grazie soprattutto all'apporto dell'americano Larry Wright. I 31 punti dell'MVP della finale Juan Antonio San Epifanio non bastarono per alzare la coppa, che fu vinta da Roma. La sconfitta passò alla storia come la disfatta di Ginevra.

### Anni novanta
La squadra si consolida come una delle migliori in Europa. Vince 4 titoli di Liga (1995, 1996, 1997, 1999), 2 Coppe del Re (1991, 1994), 1 Coppa Korać (1999) e 2 titoli di Liga Catalana. Continua invece a sfuggire la Coppa dei Campioni, che il Barcellona non riesce a vincere nonostante giochi tre finali (1991, 1996 e 1997) e sia la squadra che partecipa più volte (6) alle "Final Four".

### Anni duemila
Gli anni 2000 iniziano al meglio per il FC Barcelona. La squadra catalana ha vinto tre titoli di Liga (2001, 2003, 2004), tre Coppe del Re (2001, 2003, 2007), e ha conquistato l'unico trofeo che mancava in bacheca, l'Eurolega, nelle final four giocate in casa nel 2003. Il 5 ottobre 2006, in un incontro disputato al Palau Sant Jordi, ha sconfitto i Philadelphia 76ers per 104-99, di fatto diventando la seconda squadra FIBA, dopo il Maccabi Tel Aviv, a battere una squadra della NBA.

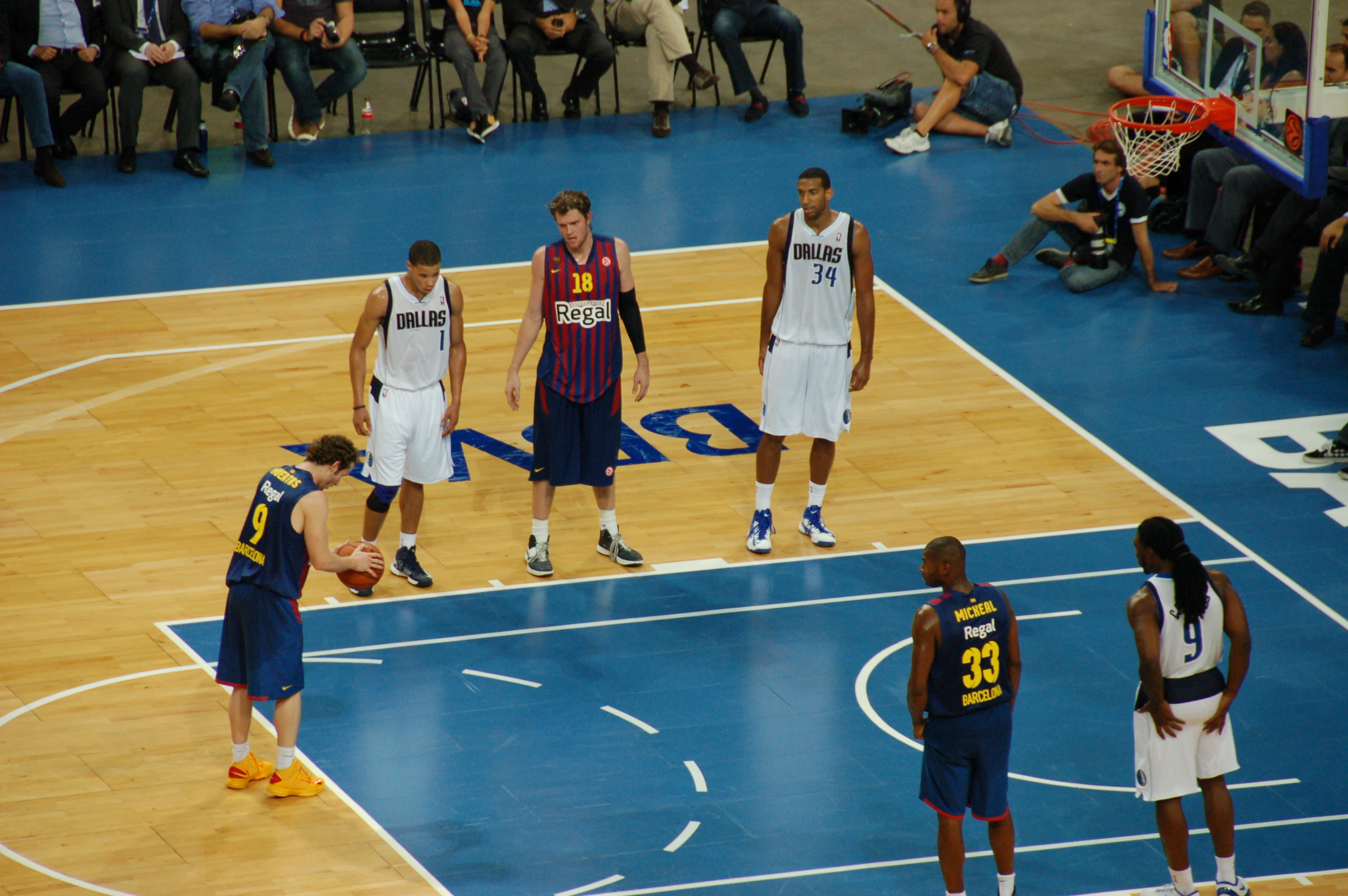
Il brasiliano Marcelinho si appresta a tirare un tiro libero in una gara amichevole contro i Dallas Mavericks.

### Anni duemiladieci
Nel 2010 ha riconquistato l'Eurolega, battendo per 86-68 l'Olympiakos nella finale di Parigi. Il 7 ottobre dello stesso anno, battendo i Los Angeles Lakers di Kobe Bryant e Pau Gasol, è entrata nella storia come la prima squadra europea in grado di battere i campioni NBA.

## Sponsor
Dal 2004 al 2007 il club è stato sponsorizzato dal Winterthur Group, una compagnia di assicurazione svizzera con uffici a Barcellona dal 1910. Nel 2006 la Winterthur Group è stata acquisita dal gruppo AXA, portando ad un cambiamento nel nome del club. Nella stagione 2008-09, lo sponsor del club è diventato Regal (una divisione del Liberty Seguros, la succursale spagnola della società di assicurazioni americana Liberty Mutual). 
Nel 2015 la Lassa Tyres sponsorizza il club.
| - FC Barcelona Banca Catalana 1993–1997 - Winterthur FC Barcelona 2004–2007 - AXA FC Barcelona 2007–2008 - Regal FC Barcelona 2008–2015 - Lassa FC Barcelona 2015 |

## Palazzetti

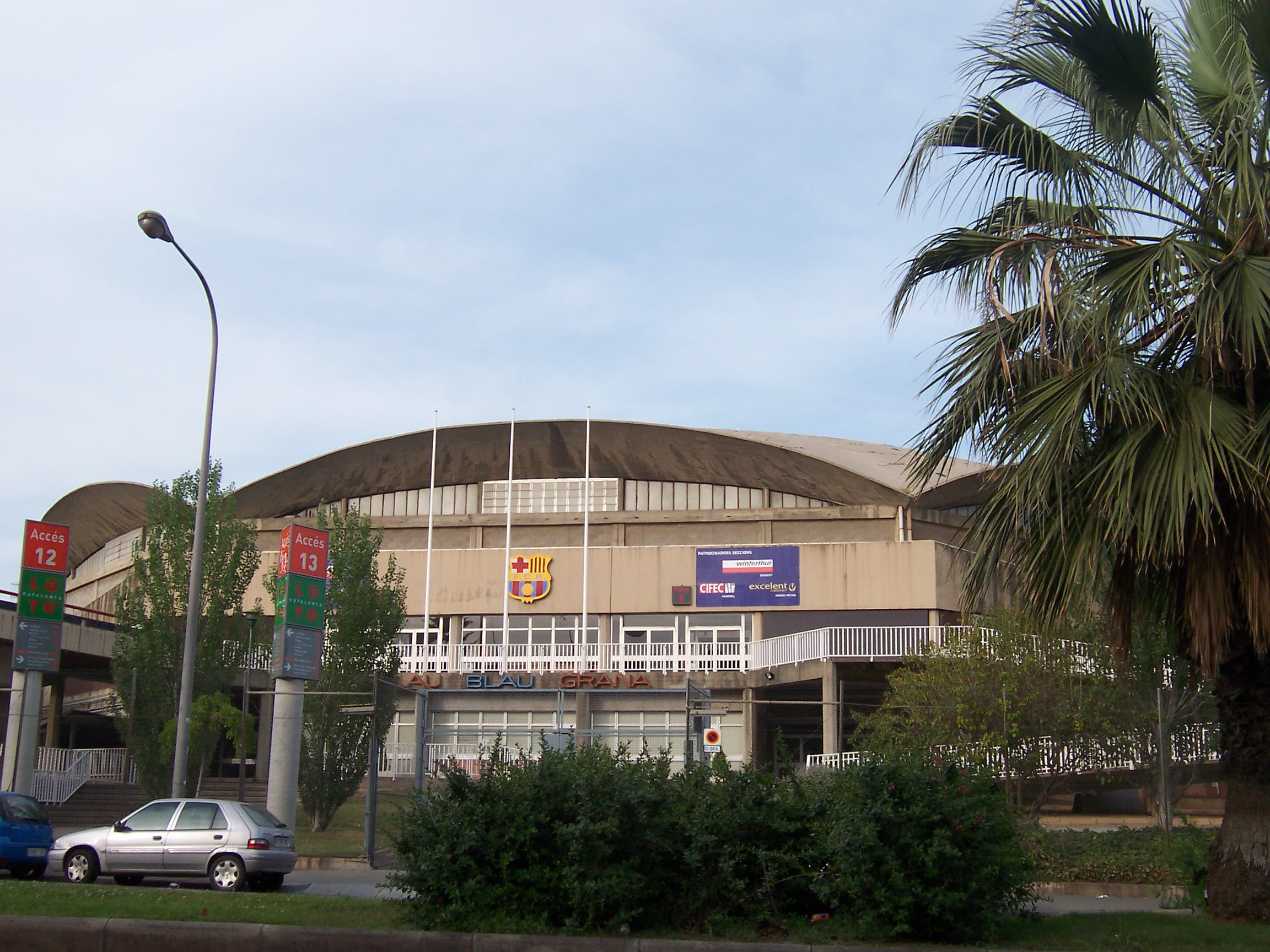
Il Palau Blaugrana

- Sol de Baix Sports Complex (1926–1940).
- Les Corts Court (1940–71), localizzato nelle vicinanze dello stadio di calcio Les Corts.
- Palau Sant Jordi (1990–92), dal 1992 utilizzato occasionalmente per alcune partite casalinghe.
- Palau Blaugrana (1971–1990, 1992–oggi).

## Roster 2024-2025
Aggiornato al 31 marzo 2025.
|    | Naz.                                        | Ruolo | Sportivo              | Anno | Alt. | Peso | Note |
| -- | ------------------------------------------- | ----- | --------------------- | ---- | ---- | ---- | ---- |
| 0  | Stati Uniti (bandiera) · Serbia (bandiera)  | G     | Kevin Punter          | 1993 | 193  | 86   |      |
| 1  | Stati Uniti (bandiera)                      | AP    | Justin Anderson       | 1993 | 197  | 104  |      |
| 6  | Rep. Ceca (bandiera)                        | AC    | Jan Veselý            | 1990 | 211  | 110  |      |
| 8  | Spagna (bandiera)                           | G     | Darío Brizuela        | 1994 | 188  | 75   |      |
| 10 | Stati Uniti (bandiera) · Nigeria (bandiera) | AG    | Chimezie Metu         | 1997 | 208  | 102  |      |
| 13 | Rep. Ceca (bandiera)                        | PG    | Tomáš Satoranský      | 1991 | 200  | 95   |      |
| 14 | Spagna (bandiera)                           | C     | Guillermo Hernangómez | 1994 | 213  | 113  |      |
| 17 | Spagna (bandiera)                           | P     | Juan Núñez            | 2004 | 192  | 86   |      |
| 19 | Senegal (bandiera) · Francia (bandiera)     | C     | Youssoupha Fall       | 1990 | 221  | 125  |      |
| 20 | Argentina (bandiera) · Italia (bandiera)    | P     | Nicolás Laprovíttola  | 1990 | 189  | 84   |      |
| 21 | Spagna (bandiera)                           | G     | Álex Abrines          | 1993 | 199  | 98   |      |
| 22 | Stati Uniti (bandiera)                      | AG    | Jabari Parker         | 1995 | 201  | 113  |      |
| 44 | Spagna (bandiera)                           | A     | Joel Parra            | 2000 | 202  | 95   |      |

### Staff tecnico
| Allenatore: | Joan Peñarroya                            |
| Assistenti: | Carles Marco, Oscar Orellana, Víctor Sada |

### Numeri ritirati
- 4 Andrés Jiménez, AG, 1986–1998
- 7 Ignacio Solozábal, G, 1978–1994
- 12 Roberto Dueñas, C, 1996–2005
- 15 Juan Antonio San Epifanio, AP, 1979 – 1995

## Allenatori
- anni cinquanta: Jaime Isal.
- anni settanta: Eduardo Portela, Ranko Žeravica (1974-1976), Eduardo Kucharski (1977-1979), Antoni Serra (1979-1985).
- anni ottanta: Manolo Flores (1985), Aíto García Reneses (1985-1990).
- anni novanta: Božidar Maljković (1990-1991), Manolo Flores (1991-1992), Aíto García Reneses (1992-1997 e 1998-2002), Manel Comas (1997), Joan Montes (1997-1998).
- anni duemila: Svetislav Pešić (2002-2004), Joan Montes (2004-2005), Manolo Flores (2005), Duško Ivanović (2005-2008), Xavier Pascual (2008-2016), Giorgios Bartzokas (2016-2017), Sito Alonso (2017-2018), Svetislav Pešić (2018-2020), Šarūnas Jasikevičius (2020-)

## Palmarès

### Titoli nazionali
- Campionato spagnolo: 20

1958-59, 1980-81, 1982-83, 1986-87, 1987-88, 1988-89, 1989-90, 1994-95, 1995-96, 1996-97, 1998-99, 2000-01, 2002-03, 2003-04, 2008-09, 2010-11, 2011-12, 2013-14, 2020-21, 2022-23
- Copa del Rey: 27

1943, 1945, 1946, 1947, 1949, 1950, 1959, 1978, 1979, 1980, 1981, 1982, 1983, 1987, 1988, 1991, 1994, 2001, 2003, 2007, 2010, 2011, 2013, 2018, 2019, 2021, 2022
- Supercoppa spagnola: 6

1987, 2004, 2009, 2010, 2011, 2015
- Copa Príncipe de Asturias: 1

1988
- Liga catalana: 25

1980, 1981, 1982, 1983, 1984, 1985, 1989, 1993, 1995, 2000, 2001, 2004, 2009, 2010, 2011, 2012, 2013, 2014, 2015, 2016, 2017, 2019, 2022, 2023, 2024
- Campionato di Catalunya di basket: 9

1942, 1943, 1945, 1946, 1947, 1948, 1950, 1951, 1955
- Torneo Iberico: 1

1947-48

### Titoli europei
- Eurolega: 2

2002-03, 2009-10
- Coppa delle Coppe: 2

1984-85, 1985-86
- Coppa Korać: 2

1986-87, 1998-99
- Supercoppa europea: 1

1986

### Titoli internazionali
- Coppa Intercontinentale: 1

1985
- Partecipazioni al McDonald's Open: 3

1989, 1990, 1997

## Statistiche
- Stagioni nella Liga ACB: 23
- Miglior punteggio in una partita: FC Barcelona 147-106 Cajabilbao (1986-1987)
- Miglior differenza in una partita: FC Barcelona 128-54 Mataró (1972-1973)
- Miglior differenza in una partita persa: Real Madrid 125-65 Barcelona (1973) e Real Madrid 138-78 Barcelona (1977)
- Primatista di partite giocate: Juan Carlos Navarro (500)
- Primatista di minuti giocati: Juan Carlos Navarro (13.129)
- Primatista di punti: Juan Antonio San Epifanio (7.028)
- Primatista di assist: Juan Carlos Navarro (795)